# Дейвид Пърли
Дейвид Пърли (на английски: David Purley) е бивш британски автомобилен състезател, пилот от Формула 1. Роден на 26 януари 1945 г. в Богнър Риджис, Великобритания.

## Формула 1
Дейвид Пърли прави своя дебют във Формула 1 в Голямата награда на Монако през 1973 г. В световния шампионат записва 11 състезания като не успява да спечели точки, състезава се само за отборите на ЛЕК и Токен.